# Dlaczego nie Evans?
Dlaczego nie Evans? (ang. Why Didn't They Ask Evans? lub The Boomerang Clue) – powieść kryminalna Agaty Christie wydana w 1935 roku. 
Były oficer marynarki Bobby Jones, wraz z dawną przyjaciółką lady Frances Derwent, stara się rozwikłać zagadkę śmierci mężczyzny, który spadł z klifu, a jego ostatnimi słowami było pytanie: „Dlaczego nie Evans?”. Zdarzenie zostaje uznane za wypadek, lecz szereg dziwnych okoliczności wywołuje wątpliwości.

## Opis fabuły
W czasie gry w golfa na wybrzeżu Walii były oficer marynarki, Bobby Jones, szukając zagubionej piłeczki znajduje u stóp urwiska umierającego po upadku mężczyznę, który przed śmiercią wypowiada tylko jedno zdanie: „Dlaczego nie Evans?”. W kieszeni zmarłego Bobby znajduje fotografię urodziwej kobiety. Wkrótce potem nadchodzi nieznajomy, który przedstawia się jako Roger Bassington-ffrench; pozostaje on przy zwłokach, gdy Bobby idzie zawiadomić o wypadku. Po paru dniach zjawiają się państwo Cayman, którzy identyfikują ofiarę jako Alexandra Pritcharda, brata pani Cayman. Bobby informuje ich o ostatnich słowach zmarłego. Kilka dni później otrzymuje niespodziewanie propozycję intratnej posady w Buenos Aires, wiążącą się z natychmiastowym wyjazdem z kraju. Gdy ją odrzuca, pada ofiarą próby otrucia. Przeglądając w szpitalu gazetę odkrywa, że zdjęcie pani Cayman opublikowano podpisane jako fotografia znaleziona przy zwłokach, podczas gdy przedstawiała ona zupełnie inną kobietę. Wraz ze swą przyjaciółką z dzieciństwa, arystokratką lady Frances Derwent, zwaną „Frankie”, Bobby postanawia wyjaśnić sprawę. Frankie finguje wypadek samochodowy, by pod pozorem udzielenia jej pomocy dostać się do domu, gdzie Bassington-ffrench mieszka ze starszym bratem Henrym i jego żoną Sylvią. Odkrywa, że mężczyzna, który spadł z urwiska, nazywał się naprawdę Alan Carstairs. Wkrótce potem Henry Bassington-ffrench, udręczony uzależnieniem od morfiny, popełnia samobójstwo. Podejrzenia Frankie i Bobby'ego koncentrują się wokół osoby pochodzącego z Kanady doktora Nicholsona, który prowadzi w sąsiedztwie zakład dla narkomanów, tym bardziej, że Bobby rozpoznaje żonę Nicholsona, Moirę, jako tajemniczą kobietę ze zdjęcia. Dwoje przyjaciół sądzi, że sprawa ma związek z przemytem narkotyków, a także, że doktor pragnął śmierci Henry'ego oraz swej własnej żony, by ożenić się z Sylvią Bassington-ffrench i zagarnąć majątek rodziny. Pojawiają się też nowe wątki, związane z Alanem Carstairsem: okazuje się, że prowadził on własne śledztwo, związane z samobójczą śmiercią przyjaciela, milionera Johna Savage, który zapisał niemal cały majątek niejakim państwu Templetonom. Gdy Moira Nicholson znika, Bobby próbuje przeszukać zakład jej męża i zostaje zaatakowany i ogłuszony. Tymczasem Frankie udaje się do domu Templetonów w miejscowości Chipping Somerton, gdzie odnajduje związanego Bobby'ego i również zostaje napadnięta.

### Rozwiązanie
Napastnikiem okazuje się Roger Bassington-ffrench przebrany za doktora Nicholsona. Wraz z Moirą Nicholson od lat współpracowali przy przemycie narkotyków z Kanady; praca męża Moiry, całkowicie nieświadomego całej sprawy, ułatwiała im zadanie. Wspólnie zaplanowali też zamordowanie Johna Savage; Moira udawała panią Templeton, a Roger podszył się pod niego w czasie spisywania testamentu. Jako świadkowie przy sporządzeniu testamentu przez notariusza zostali poproszeni kucharka i ogrodnik z rezydencji, którzy wcześniej nie znali Savage’a. Alan Carstairs zginął, ponieważ usiłował nawiązać kontakt z Gladys Evans, pokojówką zatrudnioną przez „panią Templeton”. Zaniepokoił go fakt, że będącej najbliżej pokojówki nie poproszono jako świadka podpisywania testamentu („Dlaczego nie Evans?”) i wysnuł z tego wniosek, że Gladys mogłaby dostrzec, że osoba sporządzająca testament nie jest Johnem Savage. Roger zamordował Carstairsa, spychając go z urwiska; sfingował też samobójstwo brata, by odziedziczyć jego pieniądze (pozostało mu tylko usunięcie małoletniego bratanka). Teraz zamierza pozbyć się także Frankie i Bobby'ego. Na szczęście z odsieczą przychodzi przyjaciel Bobby'ego, Badger. Roger Bassington-ffrench ucieka. Frankie i Bobby odkrywają, że Gladys Evans nazywa się obecnie Roberts i jest służącą na plebanii pastora Thomasa Jonesa, ojca Bobby'ego. Wracają pospiesznie do rodzinnego miasteczka i udaje im się zatrzymać Moirę, która zamierzała uciszyć niewygodnego świadka. Po zakończeniu sprawy Frankie i Bobby zaręczają się, a Bobby dzięki przyszłemu teściowi otrzymuje posadę w Kenii.

## Tytuł
Oryginalny angielski tytuł brzmi Why Didn't They Ask Evans? (dosłownie: dlaczego nie spytali/poprosili Evans?). W polskim tłumaczeniu został skrócony na: Dlaczego nie Evans?, zachowujący sens oryginału, natomiast unikający przedwczesnego ujawnienia płci osoby określonej jako Evans (domyślnie: mężczyzny) oraz wyjaśnienia znaczenia wieloznacznego czasownika ask (pytać, prosić, zaprosić).
Sama Agata Christie w przedmowie do późniejszej książki Pasażer do Frankfurtu, wyjaśniając powstawanie swoich książek, ujawniła, że pomysł zbudowania intrygi wokół tytułu „dlaczego nie poprosili Evans?” przyszedł jej do głowy kiedy przyszła na herbatę do przyjaciółki i jej brat właśnie zamknął i odrzucił przeczytaną książkę ze słowami: „Niezła, ale dlaczego u licha nie spytali Evans?" (Not bad, but why on earth didn’t they ask Evans?). Nie wiedziała ona początkowo, kim będzie Evans w jej książce.